# Comté de Montgomery (Iowa)
Pour les articles homonymes, voir Comté de Montgomery.
Le comté de Montgomery est un comté de l'État de l'Iowa, aux États-Unis.